# Andrea Montesinos
Andrea Montesinos Cantú (San Pedro Garza García; 4 de octubre de 2003) es una deportista mexicana, patinadora artística sobre hielo.

## Carrera
Su primera participación en competición internacional fue en el Autumn Classic International de 2016, donde quedó en octavo lugar. Posteriormente clasificó a las pruebas de Grand Prix Júnior, participó en la prueba de Yokohama, donde obtuvo el noveno lugar, más adelante logró el lugar 12 en el evento de Brisbane y su participación en la Copa de Croacia en 2017, donde logró quedar en el lugar 14. La patinadora clasificó a dos Campeonatos del Mundo Júnior en 2017 y 2018, donde obtuvo el lugar 19 y 27 respectivamente. En el Campeonato del Mundo Júnior de 2017 logró una puntuación de 128.55.
Debutó en nivel sénior en agosto de 2018 en el Philadelphia Summer International, donde logró ubicarse en el séptimo lugar del evento. Finalizó además en el lugar 11 del U.S. Classic de 2018 y en quinta posición en el Golden Spin de Zagreb. Tuvo también participación en la serie del Grand Prix Júnior, donde fue asignada a los eventos de Eslovaquia y Armenia. En febrero de 2019, Montesinos Cantú finalizó en el lugar 20 del Campeonato de los Cuatro Continentes, celebrado en Anaheim, Estados Unidos. Compitió en el Campeonato Mundial Júnior de 2019, celebrado en Zagreb, Croacia; en dicha competición no logró avanzar a la clasificación del programa libre, al quedar en el puesto 43. Comenzó la temporada 2019-2020 con su participación en la Serie del Grand Prix Júnior, donde compitió en el evento celebrado en Lake Placid, Estados Unidos, logró una nueva mejor marca personal con 50.59 puntos en programa corto.

### Programas
| Temporada | Programa corto                                                  | Programa libre                                                       |
| --------- | --------------------------------------------------------------- | -------------------------------------------------------------------- |
| 2018–2019 | - Swing da Cor de Daniela Mercury coreografía de Nadia Kanaeva  | - Jeux d'Eau (de O (Cirque du Soleil)) coreografía de Cynthia Stuart |
| 2017–2018 | - Experience de Ludovico Einaudi coreografía de Nikolái Morózov | - Adiós Nonino de Astor Piazzolla coreografía de Nikolai Morozov     |
| 2016–2017 | - La califfa de Ennio Morricone coreografía de Nikolai Morozov  | - Adiós Nonino de Astor Piazzolla coreografía de Nikolai Morozov     |

### Resultados detallados
| Evento                           | Posición |
| -------------------------------- | -------- |
| Campeonato del Mundo Júnior 2019 | 43       |
| Campeonato del Mundo Júnior 2017 | 19       |
| Grand Prix Júnior Yokohama 2016  | 9        |
| Grand Prix Júnior Brisbane 2017  | 12       |
| Grand Prix Júnior Croacia 2017   | 14       |